# The Judgment of Paris

The Judgment of Paris est un roman de Gore Vidal publié en 1953.

## Résumé
Phillip Warren, jeune homme new-yorkais d'une vingtaine d'années sorti de Harvard, fait un voyage d'un an dans l'Europe d'après-guerre. Il commence son voyage en Italie où il rencontre Regina, la femme d'un homme politique avec qui il a une relation sentimentale. Il fait la connaissance également de vieux homosexuels royalistes qui veulent restaurer le trône. Ensuite, Philipp se rend en Égypte, au Caire, où il rencontre une jeune fille agréable dénommée Sophia (ils évoquent ensemble Marx, Lénine et Jésus), un homme obèse suicidaire et une mystérieuse romancière, Mrs Peabody, qui se prend pour Agatha Christie et aimerait pousser l'homme suicidaire à la mort pour en tirer un roman. 
L'histoire se termine à Paris où a lieu un dénouement inattendu. Le titre du roman rappelle l'épisode du Jugement de Pâris avec un jeu de mots sur le nom de Paris.